# Gartempa
La Gartempa és un riu que travessa pels departaments de Cruesa, Alta Viena, Viena, Indre, i Indre i Loira. Neix al municipi de Péirabon i és afluent del riu Cruesa.